# Beetgaar
Beetgaar (ook bijtgaar) is het zodanig hebben gekookt van bijvoorbeeld groenten, dat deze net gaar zijn. Dat wil zeggen dat ze een textuur bezitten die bij het erin bijten nog steeds duidelijk valt waar te nemen, nog enige weerstand heeft.

## Al dente
Bij pastagerechten duidt men het beetgaar zijn aan met de Italiaanse term al dente. Als pasta's te lang gekookt hebben, laten ze meel los en worden daardoor plakkerig, wat met name het eten lastig maakt. Testen of spaghetti gaar is door een sliert ergens tegen aan te gooien en te kijken of deze blijft plakken, voldoet niet. Beter is tijdens het koken af en toe in een sliert te bijten, er de tanden in te zetten. Zodra de kern niet meer ongekookt aanvoelt is de pasta klaar. Dente is het Italiaanse woord voor tand, vandaar de term.
Het is vooral belangrijk de pasta te koken in een grote pan met veel water en voldoende zout. Als de pasta dan in het kokende water wordt gedaan, koelt het water bijna niet af en is meteen weer aan de kook. Dat maakt het gemakkelijker de correcte kooktijd vast te stellen.